# Boarmia nepalensisi
Boarmia nepalensisi là một loài bướm đêm trong họ Geometridae.